# K.F.C. Vigor Wuitens Hamme
K.F.C. V.W. Hamme là một câu lạc bộ bóng đá Bỉ đến từ Hamme ở East Flanders, hiện tại đang thi đấu ở Giải bóng đá hạng ba quốc gia Bỉ.

## Lịch sử
Câu lạc bộ lần đầu lên chơi ở hạng Nhì năm 1997 (với tư cách vô địch hạng Ba A) nhưng đứng vị trí 16 và thua playoff năm đó. Họ trở lại vào năm 2002 với tư cách thắng cuộc playoff lên hạng.

## Đội hình hiện tại
Cập nhật ngày 28 tháng 12 năm 2015

Ghi chú: Quốc kỳ chỉ đội tuyển quốc gia được xác định rõ trong điều lệ tư cách FIFA. Các cầu thủ có thể giữ hơn một quốc tịch ngoài FIFA.
| Số | VT | Quốc gia             | Cầu thủ            |
| -- | -- | -------------------- | ------------------ |
| 1  | TM | Bỉ                   | Griffin De Vroe    |
| 2  | HV | Bỉ                   | Brian Vercruysse   |
| 3  | TĐ | Bỉ                   | Elias Kaadouche    |
| 4  | HV | Bỉ                   | Jan Criel          |
| 5  | TV | Bỉ                   | Erdinç Kurtulus    |
| 6  | HV | Bỉ                   | Ruben Ketels       |
| 7  | TV | Bỉ                   | Matthijs Vergeylen |
| 8  | TV | Bỉ                   | Jeroen Vanderputte |
| 9  | TĐ | Bỉ                   | Stijn De Wilde     |
| 10 | TĐ | Bỉ                   | Sander Maertens    |
| 11 | TĐ | Bosna và Hercegovina | Irfan Hadžić       |

| Số | VT | Quốc gia | Cầu thủ               |
| -- | -- | -------- | --------------------- |
| 12 | TV | Bỉ       | Mbani Maluka          |
| 14 | HV | Bỉ       | Olivier Speltdooren   |
| 15 | HV | Bỉ       | Jonas Vinck           |
| 16 | HV | Bỉ       | Jelle D'heer          |
| 17 | TM | Bỉ       | Matthias Goossens     |
| 19 | TV | Bỉ       | Lander De Keersmaeker |
| 20 | TV | Bỉ       | Emre Dönmez           |
| 21 | TV | Bỉ       | Olivier Gomez         |
| 22 | TĐ | Bỉ       | Fabio Lo Giudice      |
| 23 | HV | Bỉ       | Michael Maes          |
| 26 | TV | Bỉ       | Gianni Van Den Buys   |